# Gymnothorax mordax
Morena de California (Gymnothorax mordax) es una especie de pez de la familia de los morénidas en el orden de los Anguilliformes.

## Morfología
Los machos pueden llegar a alcanzar los 152 cm de longitud total.

## Distribución geográfica
Se encuentra en el Pacífico oriental: desde Point Conception (California, Estados Unidos) hasta el sur de la Península de Baja California (México). También en las Islas Galápagos.